# Bracon tihisiaboshartae
Bracon tihisiaboshartae (лат.) — вид паразитических наездников из семейства браконид, отряда перепончатокрылых. Эндемик Коста-Рики. B. tihisiaboshartae назван в честь Tihisia Boshart  в знак особого признания её быстрой и качественной визуализации изображений патронимов перепончатокрылых и чешуекрылых для крупных коста-риканских персон, принимающих решения, которые помогают заповедному региону Гуанакасте (ACG, Area de Concervacion de Guanacaste, провинция Гуанакасте, Коста-Рика).

## Описание
Длина тела около 4 мм. Основная окраска чёрная (голова и грудь) и жёлтая (брюшко). Выделение вида произведено на основании молекулярного баркодирования последовательности нуклеотидов по цитохром оксидазе COI.
Bracon tihisiaboshartae и B. alejandromasisi занимают один и тот же BIN-индекс и имеют одинаковый согласованный баркод. Bracon tihisiaboshartae можно отличить от B. alejandromasisi по цвету тергитов метасомы: они полностью жёлтые у B. tihisiaboshartae и частично чёрные у B. alejandromasisi.
Паразитоид гусениц бабочек вида Memphis boisduvali (Nymphalidae), питающейся листьями Mespilodaphne veraguensis (Lauraceae). Вид был впервые описан в 2021 году американским гименоптерологом Michael J. Sharkey (The Hymenoptera Institute, Redlands, США) по типовым материалам из Коста-Рики.